# Sabazi

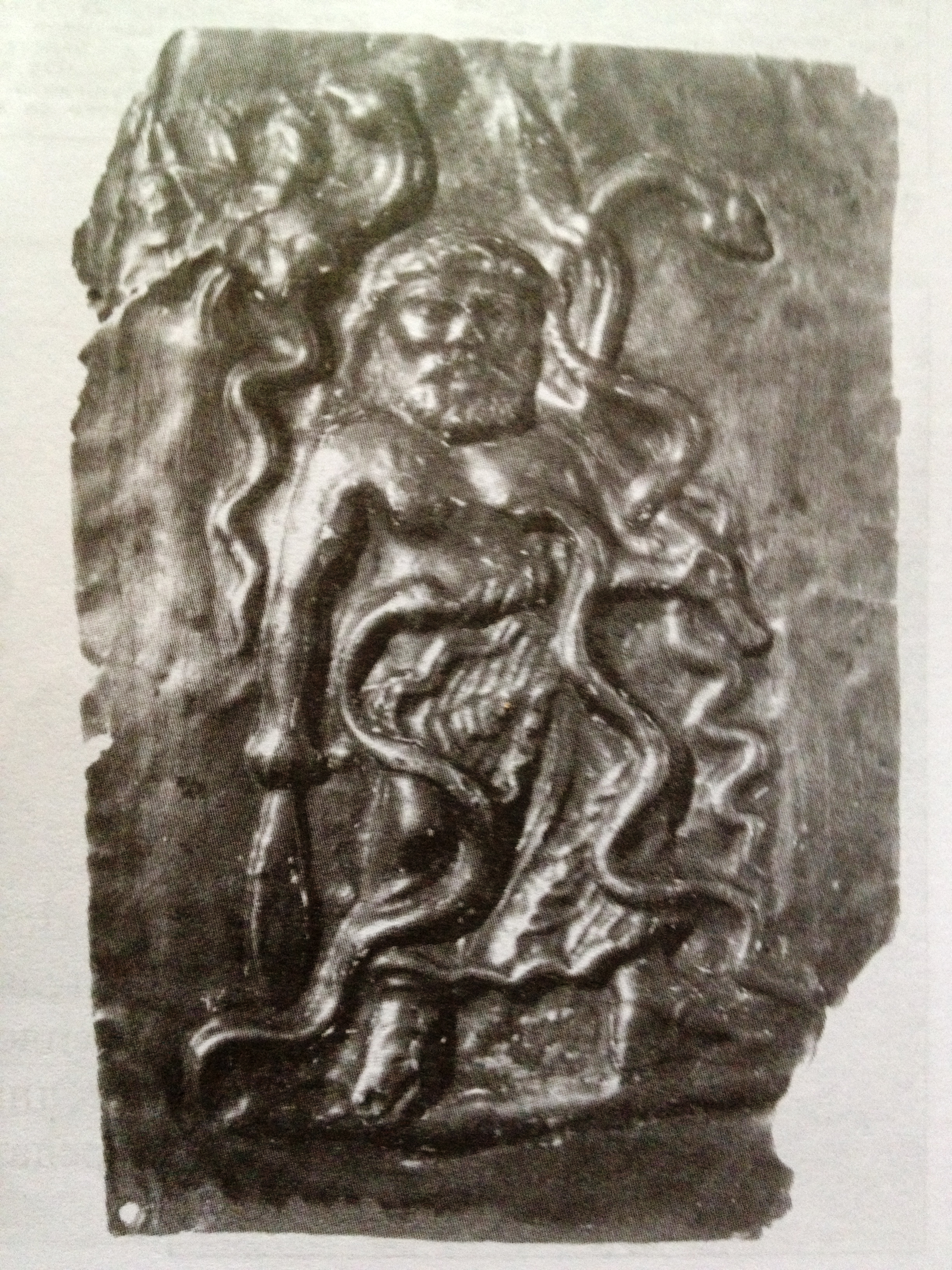
Sabazi envoltat de serps

Sabazi (en grec antic Σαβάζιος) fou una divinitat frígia, i el seu culte tenia caràcter orgiàstic. Normalment se'l considera fill de Rea o de Cibeles. Se li atribuïa la idea de domesticar els bous i de sotmetre'ls al jou. Les seves imatges el representaven amb banyes al front, indicatives del seu domini dels braus. Era també un déu de la vegetació
En la mitologia grega se l'identifica amb Dionís Sabazi, i és com un Dionís més antic, fill de Zeus i Persèfone. Zeus s'havia unit amb Persèfone en forma de serp per engendrar Sabazi. La serp era l'animal sagrat de Sabazi, i tenia un paper en els seus misteris. El déu s'havia unit amb una de les seves sacerdotesses també en forma de serp, i li havia donat dos fills.
Sabazi no forma part del panteó grec, i és un déu importat de l'Àsia Menor. Els seus misteris eren secrets i no se'n conserva quasi cap coneixement.